# ワジール (ケニア)

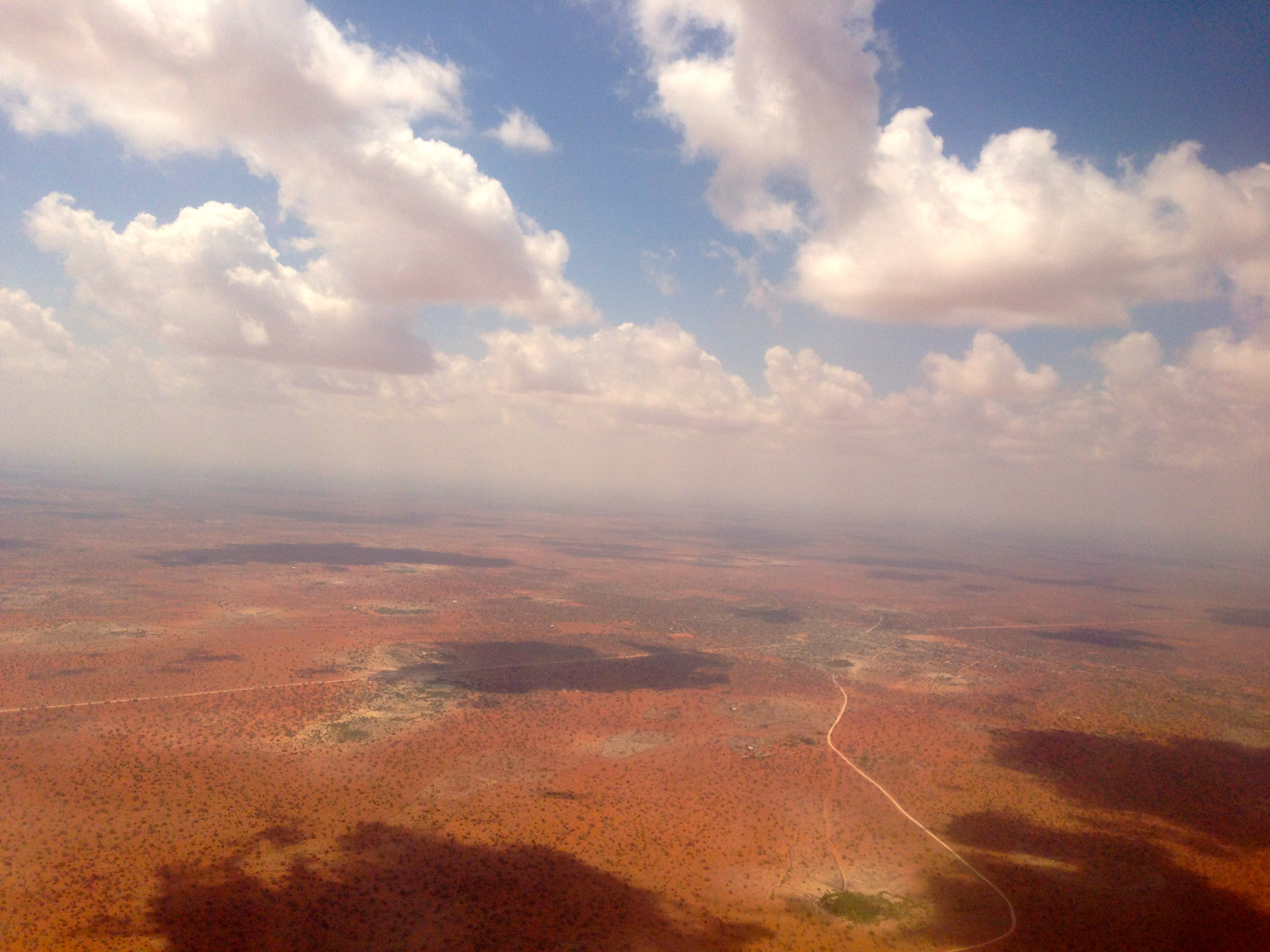
ワジール

ワジール、ワジル、ワジヤ、ワジア（Wajir, Wajeer）はケニアの北東州にある都市で、ワジール県の行政中心地。人口は9万116人（2019年）。

## 概要
ワジールは降水量が少ない乾燥地帯にある。北東州の他地域同様、ワジールにはソマリ族が多く住む。その多くはハウィエ氏族の支族デゴディアである。1999年の国税調査では住民は32,207であり、2010年時点の推定人口は41,430である。
ワジールはこの地区全体を表す県名でもあり、この地区の中心にある町の名でもある。ワジールの町はこの辺りでは比較的大きく、食糧や水の供給も比較的堅実である。ただしワジール県の住民の7割は遊牧民などであり、旱魃（かんばつ）があるとワジールの町以外では特に大きな被害が出る。
ワジール県には2007年8月に8つの地区が設けられている。ワジール東、ワジール南、ワジール北、ワジール西、エルダス、タルバジュ、ブナ、ハバスウェインである。ワジールには中等学校がいくつかあり、そのうち6つはワジール東地区にある。
町にはワジール空港があり、ケニアのナイロビ、ソマリアのガルカイヨ、モガディシュなどへの便がある。陸路の場合はイシオロから車で20時間ほどである。

## 歴史
ワジール近郊には人工の積み石、ケアンがあり、当時の住民マダンレにより作られた。マダンレは半伝説的な民族で、今日のソマリ族のハウィエ氏族のアジューラーン支族と関係しているとみられている。これを発見したA. T. カールは、住民の塚と骨片、陶器の破片、銅の鈴なども見つけている。
今のワジールの町は1900年代の初期に作られた。
日本政府は草の根無償資金協力として、1999年にワジール西の中等学校建設に440万円、2001年にワジール県ブテの中等学校建設に640万円、2002年にワジール東の中等学校建設に670万円を提供している。
2000年には旱魃の影響で、寄生性原虫を原因とするリーシュマニア症が発生している。
2005年にはアフリカ開発のための新パートナーシップにより、ワジールその他の地区の中等学校に対し、インターネット環境の導入が進められている。
2006年には再び北東州を旱魃が襲い、WFPによる食糧援助が計画されている。